# Haeckeliania domestica
Haeckeliania domestica är en stekelart som beskrevs av Girault 1920. Haeckeliania domestica ingår i släktet Haeckeliania och familjen hårstrimsteklar. Inga underarter finns listade i Catalogue of Life.